# Chương Mục Hoàng hậu
Chương Mục Hoàng hậu (chữ Hán: 章穆皇后; 975 - 1007), kế thất của Tống Chân Tông Triệu Hằng, nhưng lại là Hoàng hậu tại vị đầu tiên của ông.

## Tiểu sử
Chương Mục hoàng hậu Quách thị, người huyện Thái Nguyên, Sơn Tây , là con gái của Quách Thủ Văn (郭守文), giữ chức Tuyên Huy Nam viện sứ (宣徽南院使). Mẹ là Lương thị (梁氏), có cáo mệnh là Cao Đường quận thái phu nhân (高唐郡太夫人).
Năm Thuần Hóa thứ 4 (994), khi Hoàng tử Triệu Hằng thụ phong Tương vương, Tống Thái Tông ban hôn Quách thị cho Tương vương làm Vương phi, đồng thời ban cho cáo mệnh gọi là Lỗ Quốc phu nhân (魯國夫人), sau cải phong làm Tần Quốc phu nhân (秦國夫人). Năm Chí Đạo thứ 3 (997), Tương vương đăng cơ Hoàng đế, tức Tống Chân Tông. Tháng 5 năm đó, Chân Tông sách lập Vương phi Quách thị làm Hoàng hậu.
Đương thời, Quách hoàng hậu nổi tiếng [Khiêm ước huệ hạ; 谦约惠下], chủ trương tiết kiệm trong nội đình, không chuộng xa hoa. Mỗi khi có người nhà họ Quách vào cung mà ăn mặc quá mức lộng lẫy, Quách hậu liền lập tức trách mắng. Tống Chân Tông vì thế đối với bà đặc biệt tôn trọng.
Năm Chí Đạo nguyên niên (995), Quách hậu hạ sinh Hoàng nhị tử, đặt tên Triệu Huyền Hữu (趙玄祐), gọi tắt là Triệu Hữu (趙祐). Vì là Đích tử nên Triệu Hữu rất được Chân Tông yêu mến, Quách hậu cũng rất thương người con này. Năm Hàm Bình thứ 5 (1002), ngày 18 tháng 11 (tức ngày 24 tháng 12 DL), Chân Tông phong Triệu Hữu làm Tín Quốc công (信國公). Tuy nhiên sang năm (1003), ngày 22 tháng 4 (tức ngày 25 tháng 5 DL), Triệu Hữu qua đời khi vừa 9 tuổi. Đế-Hậu rất đau buồn, tuy nhiên Quách hậu bi thống hơn cả, thường xuyên mắc bệnh và không hoài thai thêm lần nào nữa.
Năm Cảnh Đức thứ 4 (1007), Quách hậu cùng Tống Chân Tông tuần tra ở Tây Kinh, khi hồi cung bà bệnh nặng và qua đời, hưởng dương 32 tuổi. Chân Tông được ghi nhận là vô cùng thương cảm. Lễ quan tấu Hoàng đế thích phục để tang 7 ngày, Chân Tông bèn gia tăng thành 13 ngày. Thái thường tự nghị dâng thụy hiệu cho Đại hành Hoàng hậu là Trang Mục Hoàng hậu (莊穆皇后), do hàn Lâm viện Đại học sĩ Dương Ức (楊億) soạn sách văn truy phong. Bà được an táng vào phía Tây Bắc của Vĩnh Hi lăng (永熙陵), thần chủ tạm để ở biệt miếu.
Khi Tống Nhân Tông kế vị, lập miếu cho Chân Tông, sửa thụy cho Trang Mục Hoàng hậu làm Chương Mục Hoàng hậu (章穆皇后) và phối hưởng thần chủ của bà với Chân Tông trong miếu thất. Anh em trai nhà họ Quách cũng được trọng dụng, em trai bà là Quách Sùng Nhân (郭崇仁), sau đó được phong Tráng Trạch sứ (壮宅使), rồi Thứ sử Khang Châu. Mẹ Lương thị, trước là Cao Đường quận thái phu nhân, sau thăng lên làm Lai Quốc Thái phu nhân (萊國太夫人).

## Hậu duệ
Quách hậu chỉ có với Tống Chân Tông một người con duy nhất là Triệu Hữu (赵祐). Sau khi Triệu Hữu mất, Tống Chân Tông truy phong Chu vương (周王), thuỵ là Điệu Hiến (悼献), tức [Chu Điệu Hiến vương; 周悼献王]. Đến năm Minh Đạo thứ 2 (1033), Tống Nhân Tông truy tôn anh mình làm Thái tử.